# کارآفرینی در حوزهٔ هوش مصنوعی
هوش مصنوعی در بازاریابی دیجیتال به کاربرد فناوری‌های هوشمند، الگوریتم‌های یادگیری ماشین و داده‌کاوی در فرایندهای تبلیغات و بازاریابی آنلاین اشاره دارد. با افزایش حجم داده‌های رفتاری کاربران و گسترش بسترهای دیجیتال، استفاده از هوش مصنوعی به یکی از ابزارهای کلیدی در بهینه‌سازی تجربه کاربر و ارتقاء بازده کمپین‌های تبلیغاتی تبدیل شده‌است.

## پیش‌زمینه
پیش از ورود هوش مصنوعی، بیشتر تصمیم‌های بازاریابی بر اساس آزمون و خطا، تجربه‌های گذشته و تحلیل‌های محدود انجام می‌شد. اما ظهور الگوریتم‌های پیشرفته یادگیری ماشین، شبکه‌های عصبی و پردازش زبان طبیعی، زمینه را برای تصمیم‌گیری‌های دقیق‌تر، هدف‌گیری بهتر مخاطب و شخصی‌سازی محتوا فراهم کرد.

## کاربردها
هوش مصنوعی در بازاریابی دیجیتال در زمینه‌های گوناگونی به‌کار گرفته می‌شود، از جمله:
- تحلیل رفتار کاربران: الگوریتم‌ها می‌توانند مسیر حرکت کاربران در وب‌سایت، علایق، نرخ پرش و زمان ماندن در صفحات را تحلیل کرده و پیشنهادهایی برای بهینه‌سازی ارائه دهند.
- تبلیغات هدفمند: سیستم‌های هوشمند با بررسی داده‌های جمعیتی و رفتاری کاربران، تبلیغاتی مرتبط‌تر و شخصی‌تر نمایش می‌دهند.
- بازاریابی ایمیلی خودکار: ابزارهای مبتنی بر AI می‌توانند زمان، عنوان، و محتوای ایمیل‌ها را متناسب با رفتار هر کاربر تنظیم کنند.
- چت‌بات‌ها: استفاده از چت‌بات‌های مجهز به هوش مصنوعی در پشتیبانی مشتریان، باعث کاهش هزینه‌ها و افزایش رضایت کاربران شده‌است.
- تولید محتوا: برخی ابزارها می‌توانند به‌صورت خودکار متن، تصویر یا ویدیو تولید کرده و در کمپین‌های بازاریابی استفاده کنند.[۳]

## مزایا
- افزایش سرعت تصمیم‌گیری
- کاهش خطاهای انسانی
- شخصی‌سازی تجربه کاربر
- بهینه‌سازی هزینه‌های تبلیغاتی
- افزایش نرخ بازگشت سرمایه (ROI)

## چالش‌ها و انتقادات
با وجود مزایا، استفاده از هوش مصنوعی در بازاریابی چالش‌هایی نیز به‌همراه دارد:
- نگرانی‌های اخلاقی: استفاده از داده‌های شخصی بدون رضایت کافی می‌تواند حریم خصوصی کاربران را تهدید کند.
- سوگیری الگوریتمی: اگر داده‌های آموزشی ناقص یا جهت‌دار باشند، خروجی الگوریتم‌ها نیز می‌تواند تبعیض‌آمیز باشد.
- وابستگی بیش از حد به فناوری: جایگزینی کامل انسان با سیستم‌های هوشمند ممکن است خلاقیت انسانی را کاهش دهد.

## وضعیت در ایران
در ایران نیز طی سال‌های اخیر استفاده از هوش مصنوعی در دیجیتال مارکتینگ رشد داشته‌است. بسیاری از کسب‌وکارهای آنلاین از ابزارهای خودکارسازی کمپین، چت‌بات‌های فارسی‌زبان، و پلتفرم‌های تبلیغاتی مبتنی بر AI استفاده می‌کنند. برخی شرکت‌های فعال در این حوزه شامل دیجی‌کالا و...  هستند که با بهره‌گیری از هوش مصنوعی تلاش می‌کنند تجربه کاربری و نرخ تبدیل خود را بهبود دهند.